# Aline Alaux
Pour les articles homonymes, voir Alaux.
 (mai 2013).
Si vous disposez d'ouvrages ou d'articles de référence ou si vous connaissez des sites web de qualité traitant du thème abordé ici, merci de compléter l'article en donnant les références utiles à sa vérifiabilité et en les liant à la section « Notes et références ».
Aline Alaux, pseudonyme de Marie-Rose Alaux, née le 31 janvier 1813 à Bordeaux (Gironde) et morte le 12 octobre 1856 à Billère (Basses-Pyrénées), est une artiste-peintre et dessinatrice française.

## Biographie
Marie-Rose dite Aline Alaux naît le 31 janvier 1813 à Bordeaux. Elle est l'aînée des enfants du peintre Jean-Paul Alaux dit Gentil et de l'artiste-peintre et musicienne Marie-Anne Gué dite Eugénie Gué (Le Cap, 1787 - Arcachon, 1868) fille du peintre Jean-Baptiste Gué, et sœur du peintre Julien-Michel Gué,. À ce titre, elle fait partie de la dynastie d'artistes-peintres et architectes Alaux. 
Elle épouse à Bordeaux le peintre Jean-Victor Bodinier, le 28 mars 1848 avec lequel elle a un fils, le sénateur Guillaume-Victor Bodinier (1847-1922). 
Aline Alaux participe aux salons de 1833 à 1843, sauf en 1839 et 1842. Pour sa dernière année, elle expose un tableau représentant des animaux. En 1850, il semblerait qu'elle soit en Amérique, à New York, c'est du moins ce que laisse croire la présence de certaines de ses œuvres au New York Historical Society. Elle peint principalement des animaux de basse cour et des oiseaux.
Elle meurt à Billère le 12 octobre 1856 à l'âge de 43 ans.

## Prix et récompenses
Aline Alaux obtient au Salon une médaille d'or en 1833.

## Œuvres

### Collections publiques
- Musée du Louvre, département des arts graphiques : Jeune fille dessinant, (dessin)[9] - Vue d'un bord de fleuve (dessin)[10] -
- Musée des Arts décoratifs et du Design à Bordeaux : Étude de poisson - Perroquet au perchoir
- Château de Fontainebleau : Le Pic d'Arbison, Hautes Pyrénées, (aquarelle)[11] - Vue de l'église et du faubourg saint Eutrope à Saintes, (aquarelle)[12]
- Musée Alexandre Dumas à Villers-Cotterêts : Auguste Caustre[13]

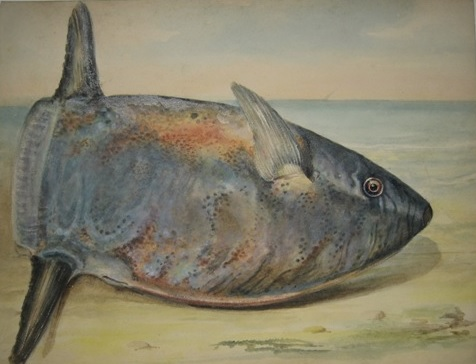
Étude de poisson, XIXe siècle, gouache sur papier, Bordeaux, musée des Arts décoratifs et du Design
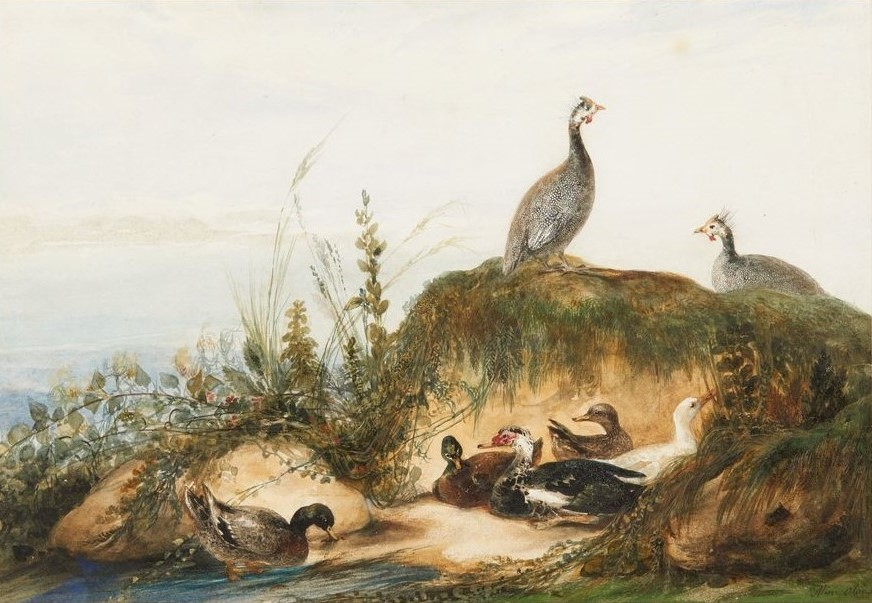
Canards et pintades, aquarelle, Salon de 1837